# Lee Hoe-taik
Dans ce nom coréen, le nom de famille, Lee, précède le nom personnel.
Pour les articles homonymes, voir Hoe.
Lee Hoe-taik (coréen : 이회택) (né le 11 octobre 1946 à Gimpo en Corée) est un footballeur international sud-coréen, qui évoluait au poste d'attaquant, avant de devenir entraîneur.

## Biographie

### Carrière de joueur

#### Carrière en sélection
Avec l'équipe de Corée du Sud, il dispute 72 matchs (pour 21 buts inscrits) entre 1966 et 1977. 
Il participe à la coupe d'Asie des nations de 1972, où son équipe atteint la finale.

### Carrière d'entraîneur
Il dirige la sélection sud-coréenne lors de la coupe du monde de 1990.

## Palmarès
| Corée du Sud - Coupe d'Asie des nations : - Finaliste : 1972. |  | Corée du Sud - Coupe d'Asie des nations : - Finaliste : 1988. |